# Hurubák
Hurubák románul: Moriști, falu Romániában, Erdélyben, Kolozs megyében.

## Fekvése
Kolozs (Cojocna) mellett fekvő település.

## Története
Hurubák (Morişti) korábban Kolozs (Cojocna) része volt.
1956-ban vált külön 111 lakossal.
1966-ban 109 lakosából 100 román, 9 magyar volt. 1977-ben 66 lakosából 54 román, 12 magyar volt. 1992-ben 21, 2002-ben 14 román lakosa volt.